# Richland Township (comté de Cambria, Pennsylvanie)
Richland Township est un township, situé au sud du comté de Cambria, aux États-Unis,. En 2010, il comptait une population de 12 814 habitants.

## Démographie
Lors du recensement de 2010, le township comptait une population de 12 814 habitants. Elle est également estimée, en 2017, à 12 675 habitants.

### Source de la traduction
- (en) Cet article est partiellement ou en totalité issu de l’article de Wikipédia en anglais intitulé « Richland Township, Cambria County, Pennsylvania » (voir la liste des auteurs).